# Waux-hall (Spa)

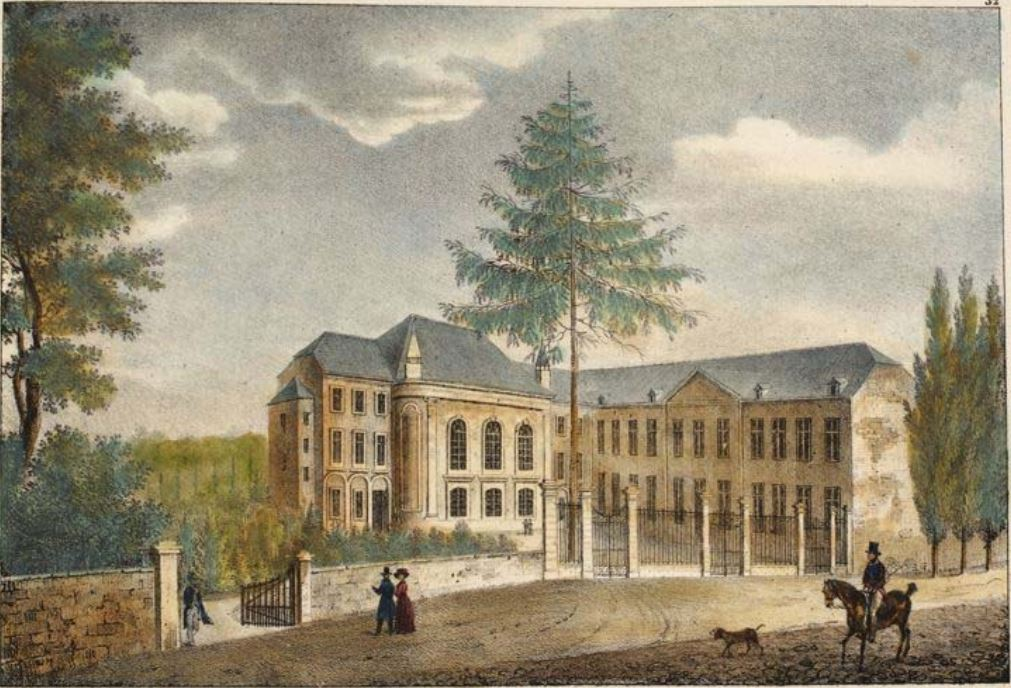
De Waux-hall in 1830

De Waux-hall van Spa is een speelzaal uit 1770. Ze is het voornaamste overblijfsel uit de periode waarin het kuuroord bekend raakte als het Café de l'Europe.

## Geschiedenis

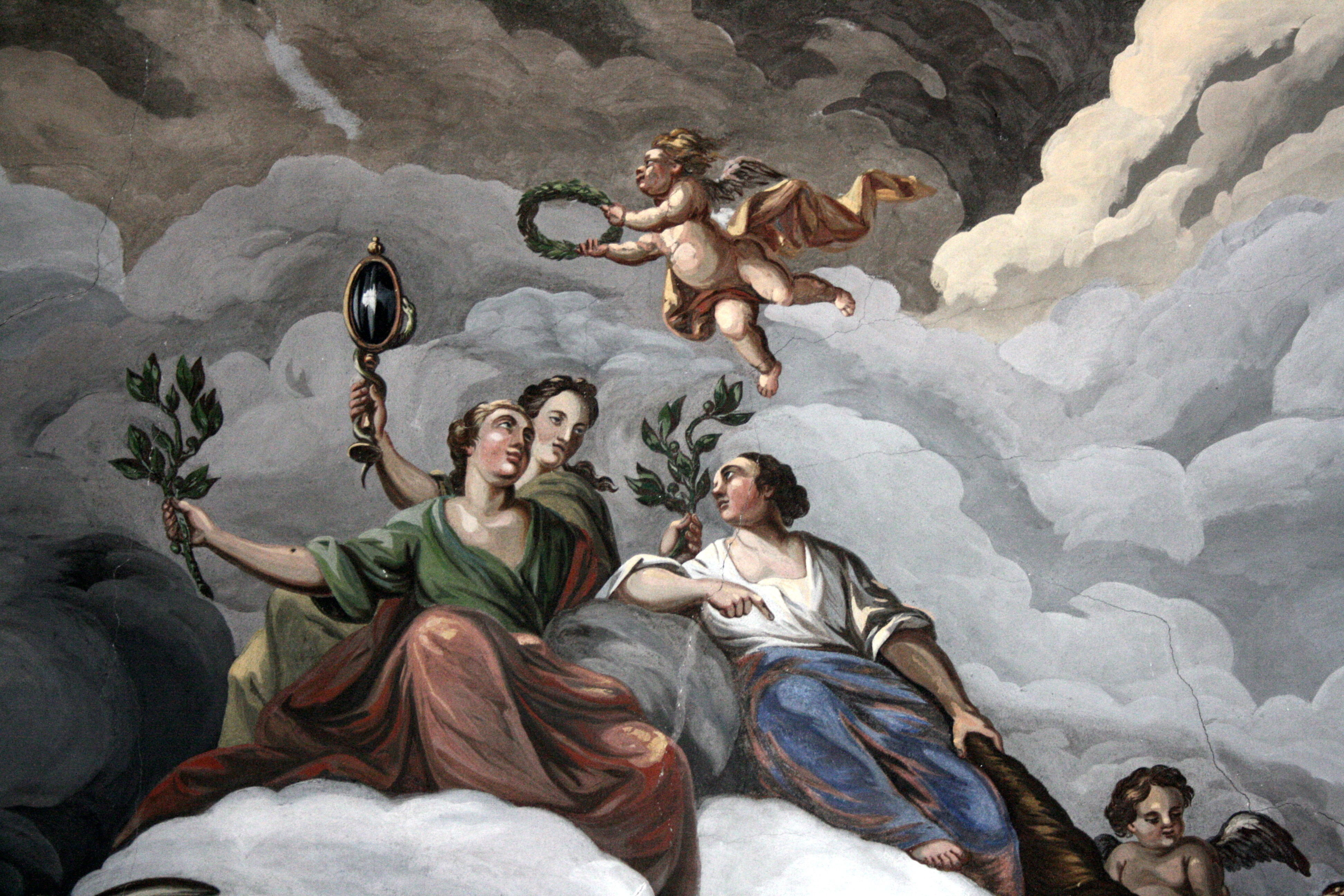
Detail van het plafond van de balzaal: Pomona en Ceres

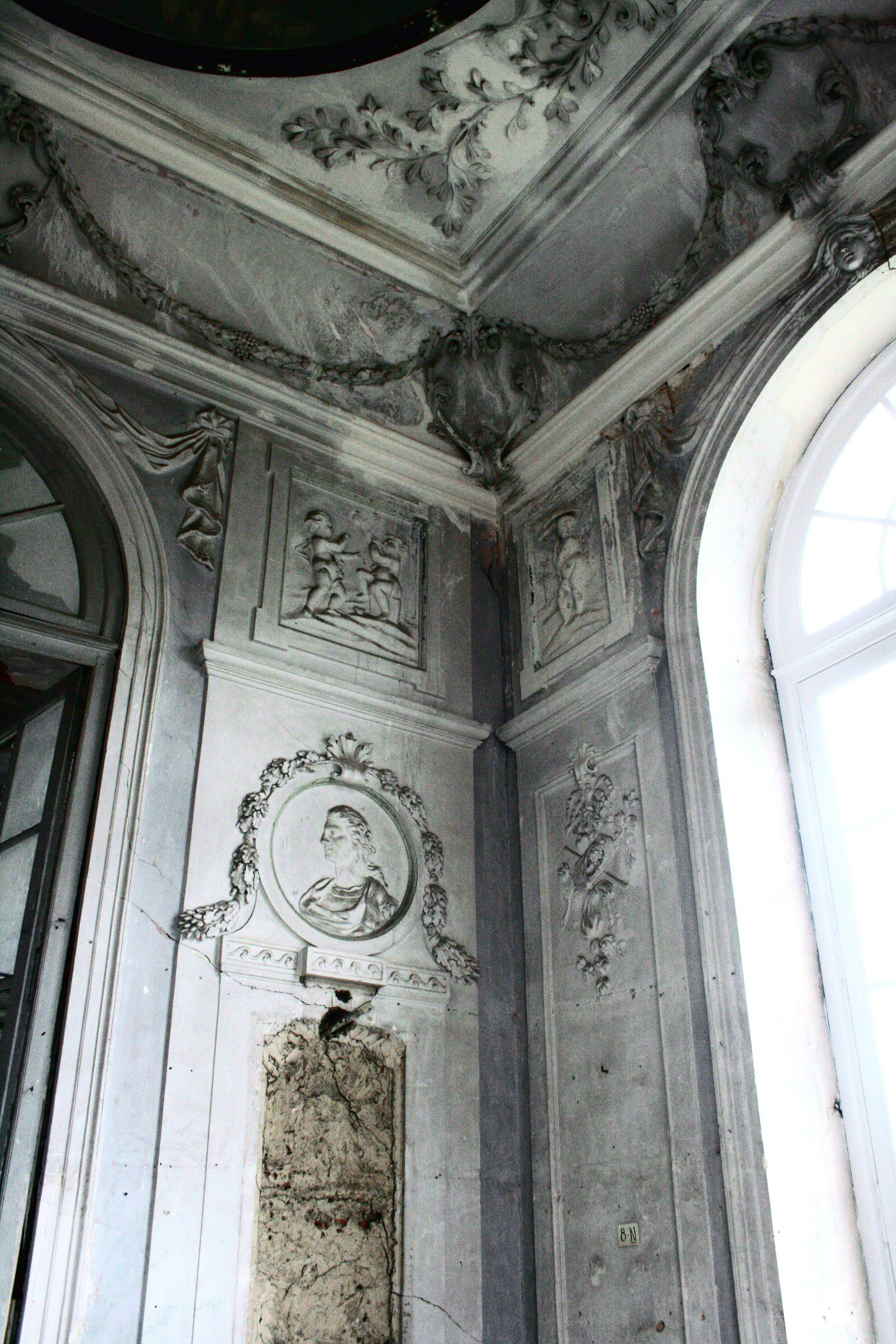
Stucwerk van Franck

In 1763 hadden notabelen van Spa La Redoute opgericht, een prestigieus casino waar de groten der aarde in stijl konden gokken. Ondanks het exclusieve octrooi verleend door de prins-bisschop, kreeg La Redoute na zeven jaar concurrentie van een tweede speelzaal, de Waux-hall, weliswaar gelegen buiten het centrum. Na een bitse strijd werd in 1774 een verstandhouding bereikt die de twee huizen liet samengaan in een uiterst winstgevend conglomeraat. In 1785 kwam er met Le Club, ook wel salon Levoz genoemd, een nieuwe concurrent op de proppen. Het gerecht viel er binnen, waarna een rechtszaak ontstond die tot voor het Rijkskamergerecht van Wetzlar kwam. Deze affaire des jeux de Spa stelde de autoriteit van de prins-bisschop in vraag en was een van de grieven die in 1789 aan de basis lag van de Luikse Revolutie. Pas in 1802 werd het geschil definitief begraven door het fuseren van de drie casino's.
De bouwgeschiedenis van het L-vormige complex verliep in drie fasen: het hoofdgebouw (1769-70), de achterbouw (1771) en de haakse zijvleugel (1777-79).
Het gebouw is beschermd sedert 1936. Het kende diverse bestemmingen: militair hospitaal, protestantse tempel, school, weeshuis, museum... Een afgebroken zijvleugel werd in 1966-67 heropgebouwd. Niettemin raakte de Waux-hall door leegstand verwaarloosd. Dankzij het Comité de défense du Waux-Hall, een burgerinitiatief uit 1980, belandde hij in 1993 op de reddingslijst van het Institut du Patrimoine Wallon. De restauratie van de buitenschil kreeg prioriteit (2006-2009), maar had anno 2017 nog geen vervolg gekregen aan de binnenzijde, behalve het stucwerk in de balzaal.
Het gebouw wordt beheerd door de stad Spa (erfpacht van het OCMW).

## Beschrijving
De Waux-hall is een ontwerp van architect Jacques-Barthélemy Renoz. Het geheel is in neoklassieke stijl, met het smeedwerk in Lodewijk XV. De sobere buitenkant in grijs en roze contrasteert met het exuberante interieur, dat opvalt door stucwerk van Pierre Franck en plafondschilderingen van Henri Deprez.
De grote balzaal, centraal in het hoofdgebouw, wordt gekenmerkt door rondbogen met ertussen telkens twee korintische pilasters. De vier marmeren schouwen in de hoeken zijn versierd met stucwerk en (grotendeels verdwenen) spiegels. Het grote plafondfresco van Deprez toont de Olympische goden.
Daarnaast telt de Waux-hall een vestibule, een traphal met Minervastandbeeld en trofeeën van Franck, twee salons in de achterbouw en een pompeïaans salon.